# Rashaya
Rāshayā  (in arabo راشيا‎?), detta anche Rāshayā al-Wādī (da non confondere con Rāshayā al-Fukhar nel Governatorato di Nabatiye) è una città del Libano, di circa 4 500 abitanti, capoluogo del Distretto di Rashaya, a circa 84 km a sud-est di Beirut e meno di 10 km dal confine con la Siria.
Rāshayā si trova in una zona montana sulle pendici meridionali dei monti dell'Anti-Libano, a circa 7 km a nord del Monte Hermon.
Dal punto di vista turistico risultano di interesse:
- la cittadella del XVIII secolo con il suo castello;
- le rovine di un tempio romano;
- l'artigianato locale per la produzione di gioielli in oro e argento;
- è vicino alla pianura Aaiha;[1]